# All My Love
All My Love ist ein Lied der britischen Rockband Coldplay, das im Oktober 2024 erschien.

## Entstehung und Veröffentlichung
Geschrieben wurde das Lied von den Coldplay-Mitgliedern Guy Berryman, Jonny Buckland, Will Champion und Chris Martin, zusammen mit den Koautoren Moses Martin (der Sohn von Chris Martin und Gwyneth Paltrow) und John Metcalfe. Für die Produktion zeichnete Max Martin verantwortlich.
Die Erstveröffentlichung von All My Love erfolgte als Single am 3. Oktober 2024 bei Parlophone. Diese erschien als digitaler Einzeltrack zum Download und Streaming (Katalognummer: 5021732527417). Einen Tag später erschien das Lied als Teil von Coldplays zehnten Studioalbum Moon Music (Katalognummer: 502173227880), dessen dritte Singleauskopplung es ist. Das Lied wurde später von Martin in einem Interview mit dem Rolling Stone als letzte Single aus ihrem zehnten Studioalbum Moon Music und aus ihrer gesamten Karriere angekündigt.
Seine Livepremiere feierte es bereits am 9. Juni 2024, während eines Konzertes der Music of the Spheres World Tour im Olympiastadion in Athen. Dort spielte die Band eine Vorschau auf All My Love als Übergang zu Biutyful.

## Musikvideo
Ein mit dem iPhone gedrehtes und von Chris Candy inszeniertes Lyrikvideo wurde am 4. Oktober 2024 zusammen mit der Single veröffentlicht. Darin ist Chris Martins Alter Ego Nigel Crisp zu sehen, der einen Satz roter Luftballons kauft und sie verschenkt, während er durch die Straßen von Las Vegas zieht. Am Ende des Tages gehen ihm die Luftballons aus und er singt "All My Love" zum Karaoke in der Spelunke Dino's. Das offizielle Musikvideo mit dem amerikanischen Schauspieler Dick Van Dyke in der Hauptrolle wurde am 6. Dezember als Director’s Cut veröffentlicht, während eine kürzere Version am 13. Dezember zum 99. Geburtstag von Van Dyke veröffentlicht wurde. Die Szenen wurden von Spike Jonze und Mary Wigmore in seinem Haus in Malibu gefilmt.

## Rezensionen
Emma Harrison von CLASH beschrieb den All My Love als „wunderschönes klaviergetriebenes Lied“, das von Elton John und den Beatles inspiriert sei. Obwohl Harrison den Text „ein bisschen ernst“ fand, stellte sie fest, dass „es aus irgendeinem Grund funktioniert und wer könnte Coldplays Enthusiasmus für diese wichtigen Liebesschwingungen leugnen, wenn sie so entwaffnend charmant sind“.

## Chartplatzierungen
| ChartsChartplatzierungen     | Höchstplatzierung | Wochen |
| ---------------------------- | ----------------- | ------ |
| Schweiz (IFPI)               | 49 (1 Wo.)        | 1      |
| Vereinigtes Königreich (OCC) | 43 (2 Wo.)        | 2      |